# Maraita
Maraita est une municipalité du Honduras, située dans le département de Francisco Morazán. Elle est fondée en 1824. La municipalité de Maraita comprend 10 villages et 110 hameaux.

## Source de la traduction
- (en) Cet article est partiellement ou en totalité issu de l’article de Wikipédia en anglais intitulé « Maraita » (voir la liste des auteurs).